# نيكولو باغانيني

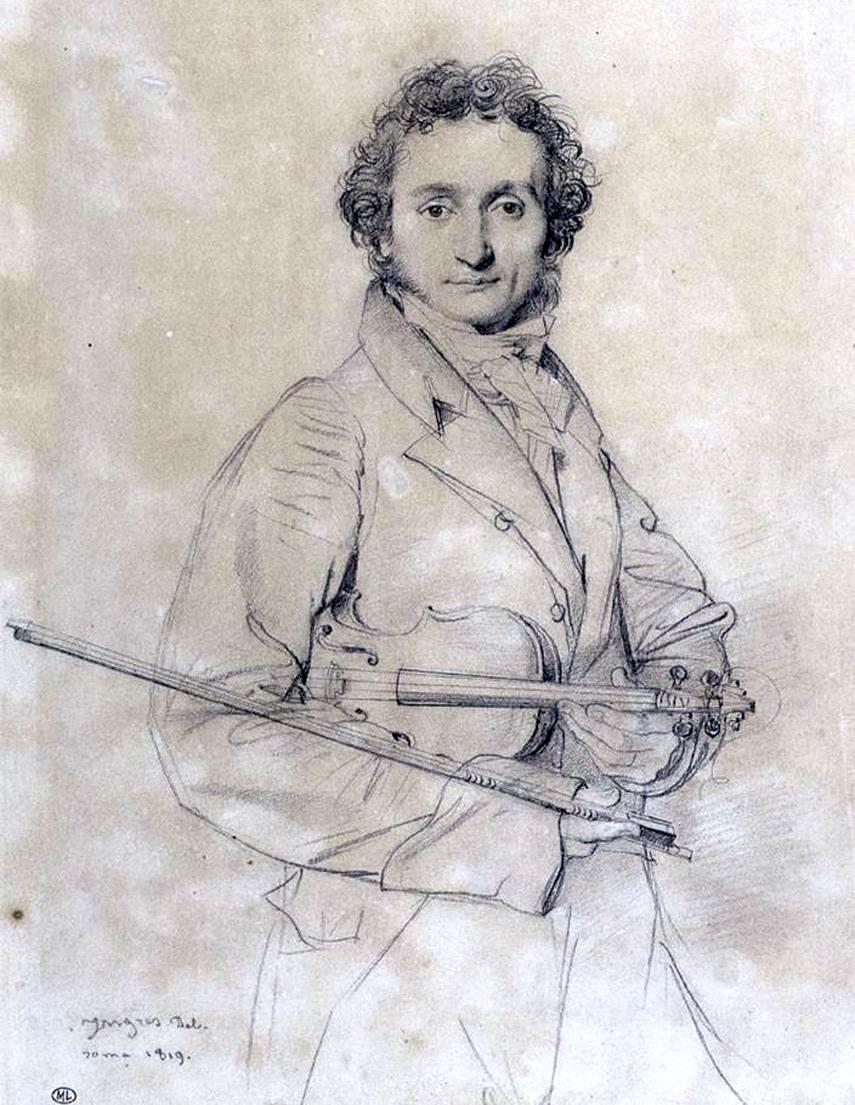
نيكولو باغانيني.

نيكولو باغانيني (27 أكتوبر 1782 - 27 مايو 1840) عازف كمان وكمان متوسط و غيتار و ملحن إيطالي. كان أحد الموهوبين على الكمان، وترك بصمته كأحد ركائز تقنية الكمان الحديثة. كابريس رقم 24 في ايه ماينور هي من بين أفضل مؤلفاته وكان بمثابة مصدر إلهام للكثير من الملحنين البارزين.
يعرفه أيضا كل قائد اوركسترا محترف ... كما يعرفه كل من درس الموسيقى العالمية وكل من عزف الكمان ...وبالطبع تعرفه القارة الأوروبية باكملها فقد اشتهر هذا الموسيقى العالمي بالتأليف الموسيقى الرومانسي الغاية في الجمال والروعة كما أنه اشتهر أكثر بصعوبة مؤلفاته الموسيقية لان مؤلفاته تحتاج إلى تقنية عالية المستوى هذا بالإضافة إلى الكثير من ساعات التدريب .. بمعنى أن ليس كل من يجيد العزف على الكمان يستطيع قراءة موسيقى بجانينى ... لكن في الواقع هذا المؤلف الموسيقي اللامع قد دخل التاريخ أكثر من مرة سواء بتاليفه الموسيقى بشكل يدعو للإعجاب والدهشة أو بأنغامه الساحرة .. وذلك بالإضافة إلى أدائه الممتع .. ومن الجدير بالذكر ان أي عازف كمان في العالم .. يبلغ درجة الكمال في العزف عندما يقدم أحد أعمال بجانينى .. فجميع أعماله تتسم بالجمال والجاذبية والصعوبة... ويعتبر نيكولاي بجانينى 1782 _1840 من كبار أعمدة الموسيقى العالمية في العالم كان والده يعمل موظفا في الشحن البحري بمدينة جنوا الإيطالية ... ولاحظ اهتمام نيكولاي بحبه للموسيقى ... لكنه كان قد بدأ العزف في البداية على المندولين والجيتار .. ثم عشق الكمان وبدأ يدرس العزف عليها باهتمام ونشاط ملحوظ ثم قدمت له الكنيسة الرعاية في مدينة جنوا .. فقامت بتقديمه كعازف في الحفلات الرسمية ... وبدأ اسمه يلمع في المجتمع الإيطالي ... وبدأ بجانينى يدرس التأليف الموسيقى للكمان، ثم واصل دراسته مع أساتذة متخصصين ..ثم بدأ يطور الاداء الموسيقي على الكمان بموهبة قلما يجود الزمان بمثلها ... فقام بتأليف ستة كونشرتات للكمان والأوركسترا ... ثم أضاف 24 كابريس ((نزوة)) للكمان والتي تعتبر حتى اليوم قمة في الاداء وغاية في الجمال الرومانسي والصعوبة .. كما أنه تخصص في تأليف الموسيقى الرومانسية وأعجب بموسيقاه كبار المؤلفين الموسيقيين الذين عاصروه مثل ((شوبان)) و ((برليوز)) و ((ليست)) كما انه نجح تماما في اثراء الموسيقى العالمية شكلا وموضوعا وحصل على كاريزما عالمية جعلته يقف شامخا في عالم الموسيقى والجمال فقد أضاف الكثير من طرق الأداء والتأليف التي لم يسبقه اليها أي موسيقى ثم أصبح بتأليفه الموسيقى الأخاذ وعزفه على الكمان اسما مرموقا يستحق التقدير والإعجاب وقد برع في العزف على هذه الآلة لدرجة أنه قام بتقليد اصوات الطيور المختلفة على الكمان ثم قام بجولة في القارة الأوروبية وقدم فيها مؤلفاته وعزفه فنالت استحسان جماهير القارة الأوروبية الذواقة ...فحصل على شعبية جارفة وحقق نجاحا فنيا غير مسبوق ... وأصبح كل من يعزف مؤلفات هذا العبقري وكأنه يحمل وساما على صدره يستحق التكريم والاحترام . وبعد أن أمتلك بجانينى أدوات الدراسة والفكر والموهبة والابداع أصبحت جميع أعماله الموسيقية ذات قيمة، وقمة في الجمال والابداع وللحديث بقية ...
تم إنشاء فيلم حول حياته وإنجازاته بعنوان The Devil's Violinist

## روابط خارجية
- نيكولو باغانيني على موقع IMDb (الإنجليزية)
- نيكولو باغانيني على موقع الموسوعة البريطانية (الإنجليزية)
- نيكولو باغانيني على موقع ألو سيني (الفرنسية)
- نيكولو باغانيني على موقع ميوزك برينز (الإنجليزية)
- نيكولو باغانيني على موقع أول موفي (الإنجليزية)
- نيكولو باغانيني على موقع قاعدة بيانات الأفلام السويدية (السويدية)
- نيكولو باغانيني على موقع إن إن دي بي (الإنجليزية)
- نيكولو باغانيني على موقع أول ميوزيك (الإنجليزية)
- نيكولو باغانيني على موقع ديسكوغز (الإنجليزية)